# Aberdeen Football Club Women
Maillots
Actualités
L'Aberdeen Ladies Football Club est un club écossais de football féminin, basé à Aberdeen. L'équipe est affilié au club de football masculin de la ville, Aberdeen Football Club. L'équipe dispute des matchs à Heathryfold Park à Aberdeen.

## Histoire
En mai 2022, le club annonce se préparer à devenir semi-professionnel, il explique fournir de gros investissements pour se développer.

## Palmarès
- Coupe de la Ligue écossaise de football féminin
  - Vainqueur en 2011
- Championnat d'Écosse de deuxième division
  - Vainqueur en 2021